# Villeparisis
Villeparisis ist eine französische Gemeinde mit 26.794 Einwohnern (Stand 1. Januar 2022) etwa 25 Kilometer nordöstlich von Paris im Département Seine-et-Marne der Region Île-de-France. Sie gehört zum Arrondissement Meaux.

## Geografie
Villeparisis hat eine Fläche von 8,29 Quadratkilometer und liegt rund 60 Meter über dem Meeresspiegel. Die Einwohnerdichte beträgt 2811 Einwohner je Quadratkilometer.

## Geschichte
Der Name Villeparisis ist vom keltischen Stamm der Parisii abgeleitet und wird erstmals im 12. Jahrhundert erwähnt. Die Familie von Honoré de Balzac lebte mehrere Jahre in dem Ort, in dem sich auch Balzacs Liebesverhältnis zu Laure de Berny entwickelte, die dort zwischen 1815 und 1825 residierte.

### Bevölkerungsentwicklung
| Jahr      | 1962   | 1968   | 1975   | 1982   | 1990   | 1999   | 2006   | 2015   | 2021   |
| Einwohner | 10.926 | 13.470 | 14.817 | 16.659 | 18.790 | 21.296 | 23.302 | 26.255 | 26.822 |

## Politik
Bürgermeister ist Fréderic Bouche (PS), dessen Liste die Kommunalwahl 2020 gewonnen hat.

### Gemeindepartnerschaften
- Seit 1975 besteht eine Partnerschaft mit der niedersächsischen Gemeinde Wathlingen im Landkreis Celle in Deutschland.[1]
- Seit 1976 besteht eine Partnerschaft mit der italienischen Kleinstadt Pietrasanta in der Provinz Lucca in der nördlichen Toskana.[2]

## Verkehr
Über die S-Bahn-Linie B (RER B – Réseau Express Régional, Ligne B) ist Villeparisis an den Schienenverkehr angebunden.

## Persönlichkeiten
- Frédéric Déhu (* 1972), Fußballspieler
- Christophe Marchand (* 1972), Schwimmer
- Landry Bonnefoi (* 1983), Fußballspieler auf der Position des Torwarts